# エロヒム

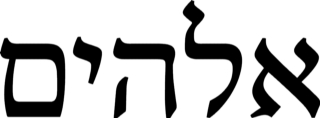
ヘブライ文字で書かれたエロヒム：右から左へ aleph - lamed - he - yud - memとなる。

エロヒム（ヘブライ語: אֱלֹהִים）は、ヘブライ語聖書に登場し、神を表す普通名詞。文脈により何を指しているかは変わるが、ヘブライ語聖書の多くの部分では神ヤハウェיהוהと同一視される。エロヒムを複数形と解釈した場合その単数形は「エロア」と復元できるが、これはアラビア語で「神」の単数形であるアッラー Allahと同根である。
この言葉は、セム語系で神または判事を意味するのエールの複数形と同じであり、ウガリット語のイルとも同根である。イルは、エライオン（「最も高きもの」の意）とも呼ばれるが、慣習的に「エロヒム」と発声される。

## 文法と語源
「エロヒム」は、ヘブライ語聖書で「神」または「神々」を表す。ヘブライ語の文法的には、末尾の -im は通常、複数形を指す。
一般にエロヒムは、北西セム語系で神を表すエロア eloah から派生したと考えられている。 ヘブライ語以外の同系語には、カナン人のパンテオンの創造神であり主神であるエール El、ウガリット語のイル ilhm、聖書アラム語のエラーハ Ĕlāhā 、シリア語のアラハ 'Alaha「神」、およびアラビア語のイラー ilāh「神」、またはアッラー Allah「（単一の）神」がある。
El は通常、「強くなる」または「前に立つ」というアラム語の lh が語源と考えられている。

## カナン人の宗教
エロヒムの単数形エール（ēl、エル）は、アラム語、古ヘブライ語、およびウガリット語、その他のセム語系の言語において「神」を表す。カナン人の神を祭るパンテオンはイルとして知られていた。これはエロヒムに相当するウガリット語である。
聖書批評家によると、エロヒムはヤハウェに比べてより古い信仰であり、もともとはセム系の諸民族にみられる多神教における最高神で、抽象的・観念的な天の神であった。これに対し、ヤハウェの起源はヘブロンを中心としたイスラエル南部の信仰で、抽象的なエロヒムと異なり、具体的な人格神であった。両者は唯一神教化する過程で混同され、同一神とみなされるようになったとされる。
ウガリット神話では、最高神イルの妻であるアーシラトが産んだ「70人の息子」が登場するが、それぞれが特別な起源を持つ神であると考えられていた。

## 用法
エロヒムという語は、トーラーに頻繁に出現する。それはヘブライ語文法で単数名詞として使われ、イスラエル唯一の神を意味するとされる場合もあれば（例、出エジプト記3：4）、エロヒムは茂みの中から彼に呼びかけました  ... "）、エロハ Eloah の複数形として使われ、多神教的な概念を示すこともある（例、出エジプト記20：3、「あなたは私の前に他の神を持たない」）。
ヘブライ語聖書には、エロヒムという語が2500回以上も出現し、一般的には最高神としての「神」を表すと考えられるが、それ以外にも、特定の神（例、列王記1、11:33では、ケモシュの 「モアブの神」）、悪魔、セラフィム、その他の超自然的存在、死者の霊、そして王や預言者に対してさえも使われた（例えば、出エジプト記4:16）。「神の息子」と訳されるベネ・エロヒムは、ウガリット語とフェニキア語においては「神の会議」を意味する。
また中世のラビ・マイモーンによると、エロヒムはユダヤ人の天使のヒエラルキーで10位中の7位を占める。マイモーンは、「ヘブライ人にとってエロヒムという用語は同音異義語であり、神、天使、裁判官、国の支配者のいずれをも指すと仮定しなければならない...」と述べた。

### 複数動詞との使用
サムエル記上 28:13において「神のようなかたが地からのぼられるのが見えます」とあるのは、ヘブライ語聖書では、エロヒムが複数動詞と共に使用されている。これはイスラエル王サウルは、「エンドラの魔女」と呼ばれる存在に伝えられた言葉だが、ここで使われる「のぼる olim עֹלִים」は、複数形に用いられる動詞である。
創世記20：13では、アブラハムがペリシテ人の王アビメレクを前にして「神がわたしに父の家を離れて、行き巡らせた」と話す箇所がある。ここでの「神」は、ヘブライ語聖書でエロヒムであり、やはり複数形の動詞と共に使われていた。 ただし、英語で訳されたものは "God caused" となり、単数・複数の別が不明瞭になった。

### 単数動詞との使用
エロヒムがイスラエルの神を意味するとき、文法的にほぼ単数形であり、大文字で始まる「神 英: God」と翻訳される。しかし聖書の中にいくつも例外があり、創世記1：26にある「神はまた言われた、われわれのかたちに、われわれにかたどって人を造り…」の部分で、冒頭の「神」はエロヒムであり単数動詞が使われているが、同じ文脈で「われわれ」という語も使われている。独神学者ウィルヘルム・ゲゼニウスや、その他のヘブライ語文法学者は、これを伝統的に「複数形の卓越性」を示すためであり、尊厳の複数と説明している。
ゲゼニウスは、固有名詞としてのエロヒムは、複数形で一般的な神々を表すエロヒムとは区別されるべきだと述べている。
エロヒムがイスラエルの神として単数形で表されるというルールの例外は、創世記20：13、サムエル記下35：7、詩篇58：11などにも見られる。特に申命記5：26にある「生ける神」は、ヘブライ語では複数形容詞で修飾した Elohim Hayiym となるが、ここで使われる動詞は単数形である。

### 天使と裁判官
七十人訳聖書には、ヘブライ語のエロヒムを複数動詞と共に使ったり、または文脈上、エロヒムを指して「天使たち angeloi」、「神の裁判官たち kriterion tou Theou」など、複数であることを示唆する記述もある。これはラテン語の聖書であるウルガータ、英ジェームズ王の欽定約聖書 （KJV）でも、複数形「天使 angeles」と「裁判官 judges」として記される。米聖書研究家ジェームス・ストロングは、「天使」と「裁判官」を、エロヒムが複数で扱われる例として挙げた。ゲゼニウスが編纂したヘブライ語辞書とブラウン・ドライバー・ブリッグス辞書では、エロヒムが神の他に意味する可能性があるものとして、天使と裁判官を挙げる。
しかしゲゼニウスや独神学者エルンスト・ウィルヘルム・ヘングテンベルクは、七十人訳聖書の信ぴょう性を疑問視する。ゲゼニウスの場合、エロヒムが意味する可能性を提示しながら、彼自身はその解釈に同意していない。ヘングステンベルクの主張では、へブライ語聖書ではエロヒムが「天使」を指すことはないのに、七十人訳聖書でそのように翻訳されることの不自然さを指摘した。
しかし、ヘブライ語聖書やそれ以外の文学で引用される天使と堕天使には、マイケル（大天使）、ガブリエル、サマエルなど、神を表す語根エール（אֵל）を含む名前も多く存在する。

### 曖昧な定義
エロヒムが文章中の目的語 （客体であり、主語ではない）として出現し、複数を示す動詞や形容詞が伴わない場合、意図されているのは複数形の神なのか、単数形の神なのか、文法上からは不明瞭な場合がある。たとえば詩篇8：5では、「ただ少しく人を神よりも低く造って Yet you have made him a little lower than the elohim」という箇所があるが、このような場合のエロヒムは、文法上「神々」なのか「神」なのかが曖昧である。

### ヘブライ語聖書に見る記述
ヘブライ語には、-im（男性複数形）および -oth（女性形複数形）で終わる名詞を、単数形の動詞、形容詞、代名詞と共に使用することがある。たとえば、Baalim、Adonim、Behemothなどである。この形式は尊厳の複数と呼ばれ、権力または名誉のしるしと考えられている。

### ヤコブの梯子に見る記述「神々が現れた」
旧約聖書創世記28：10-13で、ヤコブが夢に見た、天使が上り下りしている、天から地まで至る梯子の記述がある。ここで現れるエロヒムは、単数の「神」と翻訳されながらも、ヘブライ語聖書では複数形動詞と共に表されていた。
また同じく創世記35：7にある「神がそこで彼に現れた」という箇所でも、元のヘブライ語の「現れた」は複数形であるため、翻訳は「神々が現れた」となるべきだった。しかし1960年代に編纂された新英語聖書は、認可されたバージョンが間違っていて、本来は単数形の「神」だと主張している。このように、聖書の中にもエロヒムという名前が複数の動詞を伴って使用されている例が複数あるが、翻訳や編集が繰り返される中で、定義が不明瞭になることも多かった。

### 「神の会議」にまつわる解釈
詩篇82：1に「神は神の会議のなかに立たれる。神は神々のなかで、さばきを行われる」という箇所がある。冒頭の神は、ヘブライ語聖書ではエロヒムと記述され、単数形の動詞を伴うため、明らかに単数の「神 God」だと分かる。しかし同82：6には「わたしは言う、あなたがたは神である」という箇所があり、ここではエロヒムが複数形の gods に訳されている。
これについて、聖書研究家マーク・スミスはこう述べている。「詩篇のこの箇所では、神の会議には神々が集っていたことがうかがえる。エロヒムはエール（神）の会議に立って、裁きを宣言しているのだ」 
またヨハネによる福音書10：34には、イエス・キリストが、詩篇82：6に言及する部分がある。「イエスは彼らに答えられた、「あなたがたの律法に、『わたしは言う、あなたがたは神々である』と書いてあるではないか」とあり、イエスが神々 gods という言葉を引いている。

### 神の息子
ヘブライ語で「息子」にあたるベン benは、複数形がベンニム bānim となる。創世記6：2に登場する「神の子」は、ヘブライ語ではベネ・エロヒム benei elohim（「 神の息子 」または「神々の息子」）となっており、ウガリット神話でも「神の息子」を指す語として IL b'n が使われる。 オランダ神学者カレル・ヴァン・デル・トーンは、これらは同根語であり、神をまとめて bene elim、bene elyon、または bene elohim と呼ぶことができると述べている。

## 末日聖徒運動
モルモン教で、エロヒムは父なる神を指す。物理次元および霊的次元の両方においてイエスの父であり、エロヒムが肉体を持つ以前の名が「 エホバ 」だと言われている。
末日聖徒運動には、その創設者であり預言者ジョセフ・スミスを通じて得た神聖な教えが書かれたアブラハム書があるが、そこでは、エロヒムを「神々」と記した創世記の言い換えがなされている。これは「数の区別ではなく、卓越性または強度の複数性」を示すためだと説明されている。